# Szczepków
Szczepków (niem. Stephansberg b. Hohndorf) – przysiółek wsi Wyszki w Polsce, położony w województwie dolnośląskim, w powiecie kłodzkim, w gminie Bystrzyca Kłodzka, w Górach Bystrzyckich, na północno-wschodnim stoku Sasanki, poniżej Autostrady Sudeckiej, na wysokości około 550–600 m n.p.m.
W latach 1975–1998 przysiółek administracyjnie należała do województwa wałbrzyskiego.

## Historia
Szczepków powstał w drugiej połowie XVIII wieku jako kolonia Wyszek. Była to osada złożona z zaledwie kilku zagród i nigdy nie usamodzielniła się. Pod koniec XIX wieku przez miejscowość zaczęli przechodzić turyści udający się na Przełęcz Spaloną i na Jagodną. Po 1945 roku Szczepków stopniowo wyludniał się, aż pozostały tu tylko dwie zagrody.

## Szlaki turystyczne
Południowym skrajem Szczepkowa przechodzi szlak turystyczny:
- z Długopola-Zdroju na Przełęcz Spaloną.